# Єлена Йованова
Єлена Йованова (мак. Јелена Јованова нар.. 21 жовтня 1984 року, Баня-Лука, Боснія і Герцеговина) — північномакедонська актриса театру, кіно і телебачення.

## Життєпис
Народилася 21 жовтня 1984 року в місті Баня-Лука. Її мати має сербське походження, а батько — македонець. У Єлени є старший брат, який працює журналістом. Незадовго до початку війни в Боснії родина переїхала до Північної Македонії. Дитинство Єлени пройшло в місті Штип.
У 16 років почала грати в аматорському театрі. У 2002 році Єлена Йованова була визнана найкращою молодою актрисою тодішньої Республіки Македонії.
З 2006 року вона є актрисою Македонського національного театру, в якому зіграла більше ніж 25 провідних ролей. Серед втілених персонажів — Роксі Хант в мюзиклі «Чикаго», Гані в «Хто боїться Вірджинії Вульф?», Олена Прекрасна в «Троїл і Крессіда», Хасанагініца, Алекс в «Механічний апельсин», Філомена в «Декамероні», Дульсінея в «Дон Кіхот», Фрекен Юлія та інші.
У 2008 році закінчила клас професора Владо Цветановського на факультеті драматичного мистецтва університету Святих Кирила і Мефодія в Скоп'є.
У 2010 році відбувся її кінодебют у фільмі «Як ніби мене там немає». Наступного року вона знялася у фільмі Анджеліни Джолі «У краю крові та меду».
З 2013 по 2014 роки грала в телесеріалі «Секрети».
З 2016 року знімається в серіалі «Преспа». У 2017 році знялася у восьми епізодах серіалу «На терапії».

## Нагороди
20 лютого 2017 року отримала премію «Златна Бубамара» в категорії «Актриса року».

## Родина
У 2015 році Єлена одружилась з актором Степаном Перичою та переїхала до хорватського Загреба.

## Фільмографія
| Рік  |    | Українська назва                   | Оригінальна назва              | Роль                        |
| ---- | -- | ---------------------------------- | ------------------------------ | --------------------------- |
| 2010 | ф  | Неначе мене там немає              | Као да ме нема                 | Ясміна                      |
| 2011 | ф  | У краю крові та меду               | In the Land of Blood and Honey | Есма                        |
| 2012 | ф  | Ремікси Скоп'є                     | Skopje Remixed                 | озвучування                 |
| 2012 | ф  | Третій тайм                        | третього полувреме             | мати-єврейка                |
| 2013 | ф  | 2014                               | Секрети                        | Tajne / Марина Франіч       |
| 2015 | ф  |                                    |                                | Kud puklo da puklo / Надаль |
| 2015 | кф |                                    | Ckopa                          | Міш                         |
| 2016 | кф | Дитя                               | Dete                           | Майя                        |
| 2016 | ф  | Конституція хорватської республіки | Ustav Republike Hrvatske       | поліцайка                   |
| 2016 | ф  | 2018                               | Преспа                         | Преспав / Єлена             |
| 2017 | кф |                                    | Iron Story                     | Надіра                      |
| 2017 | ф  |                                    | На терапії                     | На терапіја / Мілена        |
| 2017 | ф  |                                    | Інсайдер                       | Інсајдер / Іскра            |
| 2018 | ф  |                                    | Zlogonje                       | Світлана                    |
| 2018 | ф  |                                    | El desentierro                 | Віра                        |
| 2018 | кф | Чорний і білий                     | Black and White                | Йована                      |